# Stary Łuck-Uniwersytet Łuck
Stary Łuck-Uniwersytet Łuck (ukr. Баскетбольний клуб «Старий Луцьк-Університет» Луцьк, Basketbolnyj Kłub "Staryj Łućk-Uniwersytet" Łućk) – ukraiński klub koszykarski, mający siedzibę w mieście Łuck.

## Historia
Chronologia nazw:
- 2007: BK Wołyńbasket Łuck (ukr. БК «Волиньбаскет» Луцьк)
- 2011: BK Uniwersytet-Wołyńbasket Łuck (ukr. БК «Університет-Волиньбаскет» Луцьк)
- 2013: BK Łucześk-Uniwersytet Łuck (ukr. БК «Лучеськ-Університет» Луцьк)
- 2014: BK Wołyńbasket-WOG-Uniwersytet Łuck (ukr. БК «Волиньбаскет-WOG-Університет» Луцьк)
- 2017: BK Stary Łuck-Uniwersytet Łuck (ukr. БК «Старий Луцьк-Університет» Луцьк)

Klub koszykarski Wołyńbasket Łuck został założony w Łucku latem 2007 roku i reprezentował Wschodnioeuropejski Uniwersytet Narodowy im. Łesi Ukrainki w Łucku. W sezonie 2007/08 zespół rozpoczął występy w Pierwszej Lidze Ukrainy, zajmując 5.miejsce. W sezonie 2008/09 po raz pierwszy w historii europejskiej koszykówki nastąpił podział krajowego związku koszykówki. Formalnie powodem podziału był brak akceptacji przez FBU pewnych ograniczeń. W szczególności limit wynagrodzeń, który istnieje w Stanach Zjednoczonych i limit dla zagranicznych graczy. Niektóre kluby, które nie zrezygnowały z tego stanowiska, zjednoczyły się w nowej lidze – Ukraińskiej Lidze Koszykówki (UBL), reszta pozostała w Superlidze. Wołyńbasket został zaproszony do Dywizji B UBL, zdobywając 7.miejsce. W 2009, po połączeniu dwóch lig, a mianowicie UBL i Superligi, klub startował w Wyższej lidze, kończąc sezon 2009/10 na 6.pozycji. W 2010/11 zajął drugie miejsce ligowe. W sezonie 2011/12 z nazwą Uniwersytet-Wołyńbasket Łuck zwyciężył w Wyższej Lidze, a w sezonie 2011/13 osiągnął 4.miejsce. W sezonie 2013/14 występował jako Łucześk-Uniwersytet Łuck i zajął 8.miejsce. W 2014 po znalezieniu sponsora – stację paliw WOG – zmienił nazwę na Wołyńbasket-WOG-Uniwersytet Łuck, a w mistrzostwach był piątym. W sezonie 2015/16 ponownie mistrzostwa Ukrainy rozgrywane w dwóch osobnych ligach, podporządkowanej FBU SL Favorit Sport oraz w UBL. Klub został zaproszony do SL Favorit Sport, zdobywając 8.miejsce. W sezonie 2016/17 uplasował się na 9.pozycji. W 2017 po skróceniu Superligi do 8 zespołów i zrezygnowaniu z finansowania sponsora klub przyjął nazwę Stary Łuck-Uniwersytet Łuck i startował o 2 poziomy niżej w Pierwszej lidze, zajmując drugą lokatę ligową. W następnym sezonie 2018/19 startował w Wyższej lidze, w której został sklasyfikowany na 8.miejscu.

## Sukcesy
- 8.miejsce mistrzostw Ukrainy: 2015/16
- zdobywca Pucharu Ukrainy: 2012/13
- finalista Pucharu Ukrainy: 2010/11

## Struktura klubu

### Hala
Klub koszykarski rozgrywał swoje mecze domowe w hali Kompleksu Sportowego Wschodnioeuropejskiego Uniwersytetu Narodowego w Łucku, który może pomieścić 1000 widzów.